# Смирнов, Александр Петрович (государственный деятель)
Алекса́ндр Петро́вич Смирно́в (27 августа [9 сентября] 1877, деревня Никола, Тверская губерния — 10 февраля 1938, Москва) — советский государственный и партийный деятель, старый большевик, секретарь ЦК ВКП (б) (1928—1930).  Расстрелян 10 февраля 1938 года. Реабилитирован в 1958 г.

## Биография
Из крестьянской семьи, по национальности русский. С 1894 года в Твери, рабочий на фабрике С. Морозова.
В революционном движении с 1896 года. Член «Союза борьбы за освобождение рабочего класса». Участник революции 1905—1907 гг. в Твери. Избран кандидатом в члены ЦК РСДРП в 1907 и 1912 гг. Партийная кличка «Фома».
Был избран депутатом Учредительного собрания. С 1917 г. член коллегии НКВД РСФСР, с 1918 года заместитель наркома НКВД РСФСР.
- 1917 г. — председатель Богородского Совета (Московская губерния), член Президиума Московского губернского Совета,
- 1917—1918 гг. — член коллегии НКВД Российской Советской Республики — РСФСР,
- 1917—1919 гг. — товарищ-заместитель народного комиссара внутренних дел Российской Советской Республики-РСФСР,
- 1919—1923 гг. — заместитель народного комиссара продовольствия РСФСР,
- 1923—1928 гг. — народный комиссар земледелия РСФСР,
- 1923—1928 гг. — генеральный секретарь Крестинтерна,
- 1925—1928 гг. — заместитель председателя,
- 1928—1929 гг. — первый заместитель председателя Совета Народных Комиссаров РСФСР,
- 1928—1930 гг. — секретарь ЦК ВКП(б),
- 1930—1931 гг. — член Президиума ВСНХ СССР,
- 1931—1933 гг. — председатель Всесоюзного совета по делам коммунального хозяйства при ЦИК СССР,
- 1933—1937 гг. — начальник отдела заводов первичной обработки пеньки Народного комиссариата лёгкой промышленности СССР.

В 1922—1933 — член ЦК партии. В 1924—1930 — член Оргбюро ЦК ВКП(б), в 1930—1933 — кандидат в члены Оргбюро ЦК ВКП(б).

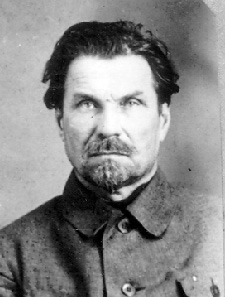
А. П. Смирнов после ареста

Участник оппозиционной «группы Смирнова—Эйсмонта—Толмачёва», в 1934 году исключён из ВКП(б). Арестован 10 марта 1937, приговорён 8 февраля 1938 года Военной коллегией Верховного суда СССР к расстрелу, расстрелян 10 февраля 1938 года. Реабилитирован в июле 1958 г., в 1960 году восстановлен в КПСС.

## Сочинения
- Наши основные задачи по поднятию и организации крестьянского хозяйства. — М., 1925. — 72 с. : табл., диагр.